# プネーFC
プネーFC (英語: Pune Football Club) はインド・マハーラーシュトラ州のプネーに本拠地を置くプロサッカークラブである。プネーFCは2007年に設立され、2009-10シーズンにIリーグ昇格を決めた。プネーFCはインドでも有数のプロ化されたクラブとして知られた。プネーFCは同じマハーラーシュトラ州を本拠地とするムンバイFCとライバル関係にあり、両者の対戦は「マハー・ダービー (マハーラーシュトラ州のダービーマッチ)」と呼ばれた。2016年に解散した。

## 歴史
プネーFCは2007年8月にAshok Piramal Groupによって設立された。2008年、クラブはIリーグ2部に参加し、グループAを3位で終えたためIリーグに昇格することはできなかった。クラブは2009年シーズンに2部全体で4位に入り昇格を決めた。
プネーFCがIリーグ昇格後初のシーズンとなった2009–10シーズン、プネーはバーレーワーディーにあるシュリー・シヴ・チャトラパティ・スポーツコンプレックスをホームスタジアムとして使用すること決めた プネーFCは初のIリーグのシーズンを迎えるにあたり、イースト・ベンガルからインド代表正GKのスブラタ・パールを、日本人 (現在はインド国籍) MFの和泉新をマヒンドラ・ユナイテッドから獲得した。クラブはシーズンが始まる前にデリック・ペレイラとも監督契約を交わした。プネーで指揮を執る以前、ペレイラはマヒンドラ・ユナイテッドで監督を務めて、ナショナル・フットボール・リーグとフェデレーションカップでタイトルを獲得、AFCカップでも準々決勝に進出していた。
プネーは初のIリーグのホームゲームをイースト・ベンガルFCと行った。試合結果は0-0であった。プネーはその後6分2敗の成績を残した後、2010年1月9日にJCT FCに2-1で勝利してIリーグ初勝利を挙げた。シーズン終了時にプネーはリーグを3位で終え、シーズン開始時の成績の低迷を払拭する好成績を残した。
2011年夏はプネーにとって重要な時期となった。2011年6月23日、プネーはプネーFCアカデミーという育成チームを立ち上げた。これはIリーグのチーム初のアカデミーチーム保有となった。その後2011年7月25日に、プネーのブラジル人ストライカーエジマル・フィゲイラがポルトガルのスーペル・リーガに所属するCDフェイレンセに移籍した。これはIリーグの選手がヨーロッパの10大リーグ (UEFAリーグランキングによる) に加入した初の例となった。2011年9月26日、プネーがイングランド・プレミアリーグ所属であり、クラブのオーナーがインド企業のヴェンキーズの会長であるブラックバーン・ローヴァーズと親善試合で対戦することが発表された。これにより、プネーFCはイングランド・プレミアリーグのクラブと親善試合を行った初のインドのサッカークラブとなった。試合は2011年10月7日にプネーのバーレーワーディー・スタジアムで開催され、ブラックバーンが0-3で勝利した。10月22日、プネーはメディアネットワークを通したクラブのプロモーション活動を強化を行うとして、IT企業のインフォシス・テクノロジーズとパートナーシップ契約を締結したと発表した。2012年6月11日、プネーはIリーグに所属するプラヤーグ・ユナイテッドFCとMFのレスター・フェルナンデスに関して200万ルピーの移籍金で合意したインド初のサッカークラブとなった。

## ロゴ
クラブのロゴはベンガルオオトカゲがサッカーボールの周りに巻き付いている様子を表している。シンハガドの戦いの間、チャトラパティ・シヴァージーの将軍であったターナージー・マールサレーはシンハガド要塞の険しい壁をよじ登るため、シヴァージーのペットのベンガルオオトカゲ、Yeshwantiを使用した。同様に、ロゴのベンガルオオトカゲはクラブを鼓舞し、あらゆる障害を克服してインドとアジアで成功をおさめるという意味が込められている。ロゴの色としては赤と金色が使用されている。赤は攻撃・警告・情熱を、金色は成功と勝利の象徴として使用されている。

## スタジアム
プネーはIリーグのホームゲームを開催する際、小規模ながら眺めの良いシュリー・シヴ・チャトラパティ・スポーツコンプレックスを使用している。クラブはトレーニング施設をプネー郊外でムンバイ＝プネー高速道路付近にあるMamurdi地区に建設している。

## サポーター
プネーFCのサポーターは情熱的であり、プネーFCの試合には毎試合多くの人数が詰めかけ選手を大いに鼓舞する。この際、彼らのスローガンである「俺たちは...PFCだ! (Who are we...PFC!)」は常に用いられている。多くの子供が試合に詰めかけており、これはプネーのサッカー発展において良い兆候である。

## キット・ユニフォームスポンサー

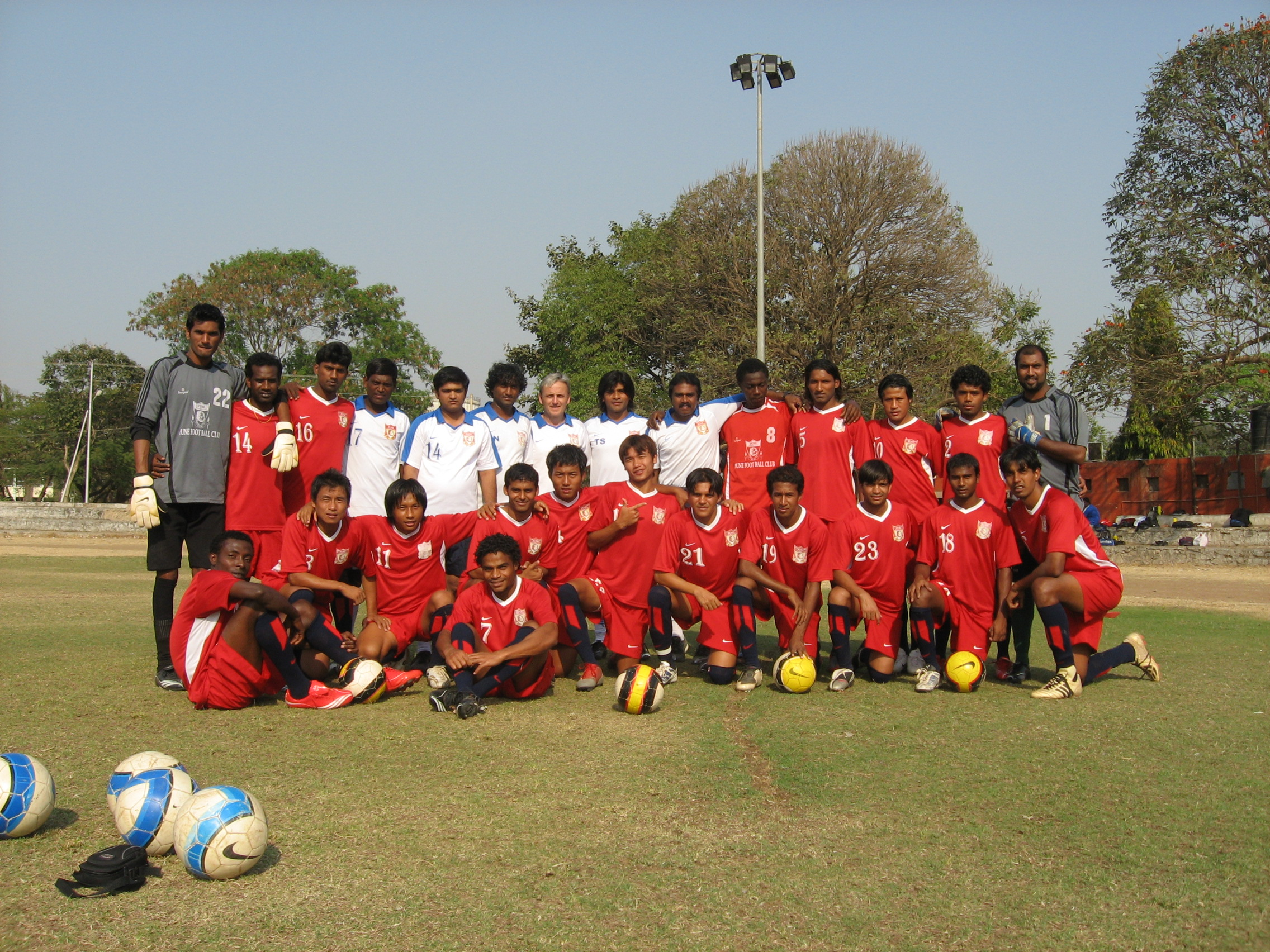
練習場の選手とスタッフ

| 期間      | キット提供 | ユニフォームスポンサー |
| --------- | ---------- | ---------------------- |
| 2007-2009 | なし       | Peninsula              |
| 2009-2011 | Mazamba    | Peninsula              |
| 2011-     | アディダス | Peninsula              |

## PFC TV
PFC TVはプネーFCの試合のハイライト、プネーFCに関する情報、選手のインタヴューなどを視聴することができる公式オンラインTVチャンネルである。PFC TVはクラブ公式サイトもしくはYouTubeのクラブ公式アカウントPFCTVonlineで視聴可能である。プネーFCはオンラインでクラブ公式映像を発信したインド初のサッカークラブとして知られている。

## 歴代所属選手
- 和泉新 2009-2015
- マンジョウ・ケイタ 2010-2012
- スブハシュ・シング（英語版） 2010-2012
- 西口大輔 2012-2013

## 監督
2007年のクラブの創設時にステュワート・ホールが監督に就任して以降、2013年までに4人が監督に就任している。これまで就任した監督の中で最も長い期間監督を務めているのはデリック・ペレイラであり、2009年にクラブ監督に就任した。ペレイラはプネー初のインド人監督でもある。